# هنريك غروث
هنريك غروث (بالنرويجية البوكمول: Henrik Groth)‏ هو بائع كتب نرويجي، ولد في 11 أكتوبر 1903 في أوسلو في النرويج، وتوفي في 10 أغسطس 1983.